# Bunchosia jamaicensis
Bunchosia jamaicensis es una especie de plantas con flores perteneciente a la familia Malpighiaceae. Es endémica de Jamaica en Trelawny y Saint Ann.  